# Franco Richetti
Franco Richetti (Trieste, 28 ottobre 1938) è un politico italiano, sindaco di Trieste per due mandati dal 1983 al 1986 e dal 1988 al 1991 .